# Óscar McFarlane
Óscar McFarlane Ortega, né le 29 novembre 1980 à Panama au Panama, est un footballeur international panaméen jouant au poste de gardien de but.

## Biographie

### Parcours en sélection
Avec l'équipe du Panama, il joue 21 matchs (pour aucun but inscrit) depuis 2001.
Il figure dans le groupe des sélectionnés lors des Gold Cup de 2005, de 2007 et de 2009. Il atteint la finale de cette compétition en 2005, en étant battu par les États-Unis.

## Palmarès
| \| Panama Viejo - Championnat du Panama (1) : - Champion : 2000-01. \| \| Tauro FC - Championnat du Panama (2) : - Champion : 2003 et 2007 (Ouverture). \| |  | Panama - Gold Cup : - Finaliste : 2005.                                       |
| Panama Viejo - Championnat du Panama (1) : - Champion : 2000-01.                                                                                           |  | Tauro FC - Championnat du Panama (2) : - Champion : 2003 et 2007 (Ouverture). |